# Vietnã nos Jogos Olímpicos
O Vietnã participou pela primeira vez dos Jogos Olímpicos em 1952 como o Estado do Vietnã. Após a partição do Vietnã, apenas o Vietnã do Sul competiu de 1956 a 1972. Após a reunificação do Vietnã, o país competiu sob o nome de República Socialista do Vietnã a partir de 1980. Após seus primeiros Jogos Olímpicos, em 1952, eles competiram em quase todas as edições, menos 1976 e 1984. O país nunca competiu nos Jogos de Inverno.

## Medalhistas
| Medalha          | Nome           | Jogos       | Esporte        | Evento              |
| ---------------- | -------------- | ----------- | -------------- | ------------------- |
| Medalha de prata | Trần Hiếu Ngân | 2000 Sydney | Taekwondo      | Até 57 kg feminino  |
| Medalha de prata | Hoàng Anh Tuấn | 2008 Pequim | Halterofilismo | Até 56 kg masculino |

## Quadro de medalhas

### Medalhas por Jogos de Verão
| Jogos                 | Ouro           | Prata                      | Bronze                     | Total                      |                            |
| 1896 Atenas           | não participou | não participou             | não participou             | não participou             | não participou             |
| 1900 Paris            | não participou | não participou             | não participou             | não participou             | não participou             |
| 1904 St. Louis        | não participou | não participou             | não participou             | não participou             | não participou             |
| 1908 Londres          | não participou | não participou             | não participou             | não participou             | não participou             |
| 1912 Estocolmo        | não participou | não participou             | não participou             | não participou             | não participou             |
| 1920 Antuérpia        | não participou | não participou             | não participou             | não participou             | não participou             |
| 1924 Paris            | não participou | não participou             | não participou             | não participou             | não participou             |
| 1928 Amsterdã         | não participou | não participou             | não participou             | não participou             | não participou             |
| 1932 Los Angeles      | não participou | não participou             | não participou             | não participou             | não participou             |
| 1936 Berlim           | não participou | não participou             | não participou             | não participou             | não participou             |
| 1948 Londres          | não participou | não participou             | não participou             | não participou             | não participou             |
| 1952 Helsinque        | 4              | competiu como Vietnã (VIE) | competiu como Vietnã (VIE) | competiu como Vietnã (VIE) | competiu como Vietnã (VIE) |
| 1956 Melbourne        | 6              | competiu como Vietnã (VIE) | competiu como Vietnã (VIE) | competiu como Vietnã (VIE) | competiu como Vietnã (VIE) |
| 1960 Roma             | ?              | competiu como Vietnã (VIE) | competiu como Vietnã (VIE) | competiu como Vietnã (VIE) | competiu como Vietnã (VIE) |
| 1964 Tóquio           | 5              | competiu como Vietnã (VIE) | competiu como Vietnã (VIE) | competiu como Vietnã (VIE) | competiu como Vietnã (VIE) |
| 1968 Cidade do México | ?              | competiu como Vietnã (VIE) | competiu como Vietnã (VIE) | competiu como Vietnã (VIE) | competiu como Vietnã (VIE) |
| 1972 Munique          | ?              | competiu como Vietnã (VIE) | competiu como Vietnã (VIE) | competiu como Vietnã (VIE) | competiu como Vietnã (VIE) |
| 1976 Montreal         | não participou | não participou             | não participou             | não participou             | não participou             |
| 1980 Moscou           | 31             | 0                          | 0                          | 0                          | 0                          |
| 1984 Los Angeles      | não participou | não participou             | não participou             | não participou             | não participou             |
| 1988 Seul             | 10             | 0                          | 0                          | 0                          | 0                          |
| 1992 Barcelona        | 7              | 0                          | 0                          | 0                          | 0                          |
| 1996 Atlanta          | 6              | 0                          | 0                          | 0                          | 0                          |
| 2000 Sydney           | 7              | 0                          | 1                          | 0                          | 1                          |
| 2004 Atenas           | 11             | 0                          | 0                          | 0                          | 0                          |
| 2008 Pequim           | 21             | 0                          | 1                          | 0                          | 1                          |
| 2016 Rio de Janeiro   | 21             | 1                          | 1                          | 0                          | 2                          |
| Total                 |                | 1                          | 3                          | 0                          | 4                          |